# Markt (Eisenach)
Der Markt ist ein zentraler Platz im Stadtzentrum von Eisenach in Thüringen. Fast alle Gebäude, die den Markt umgeben, stehen unter Denkmalschutz. Wichtige städtische und kulturelle Einrichtungen befinden sich am Markt.

## Lage und Name
Der Marktplatz liegt im Zentrum der Altstadt von Eisenach auf einer Höhe von 215 m über Normalnull. Er ist Teil des Flächendenkmals Altstadt Eisenach. Noch 1848 war der Platz als Mittwochsmarkt bekannt und neben Karlsplatz und Frauenplan einer von drei Marktplätzen in Eisenach. Seit 1872 ist der Platz als Markt benannt.

## Bebauung

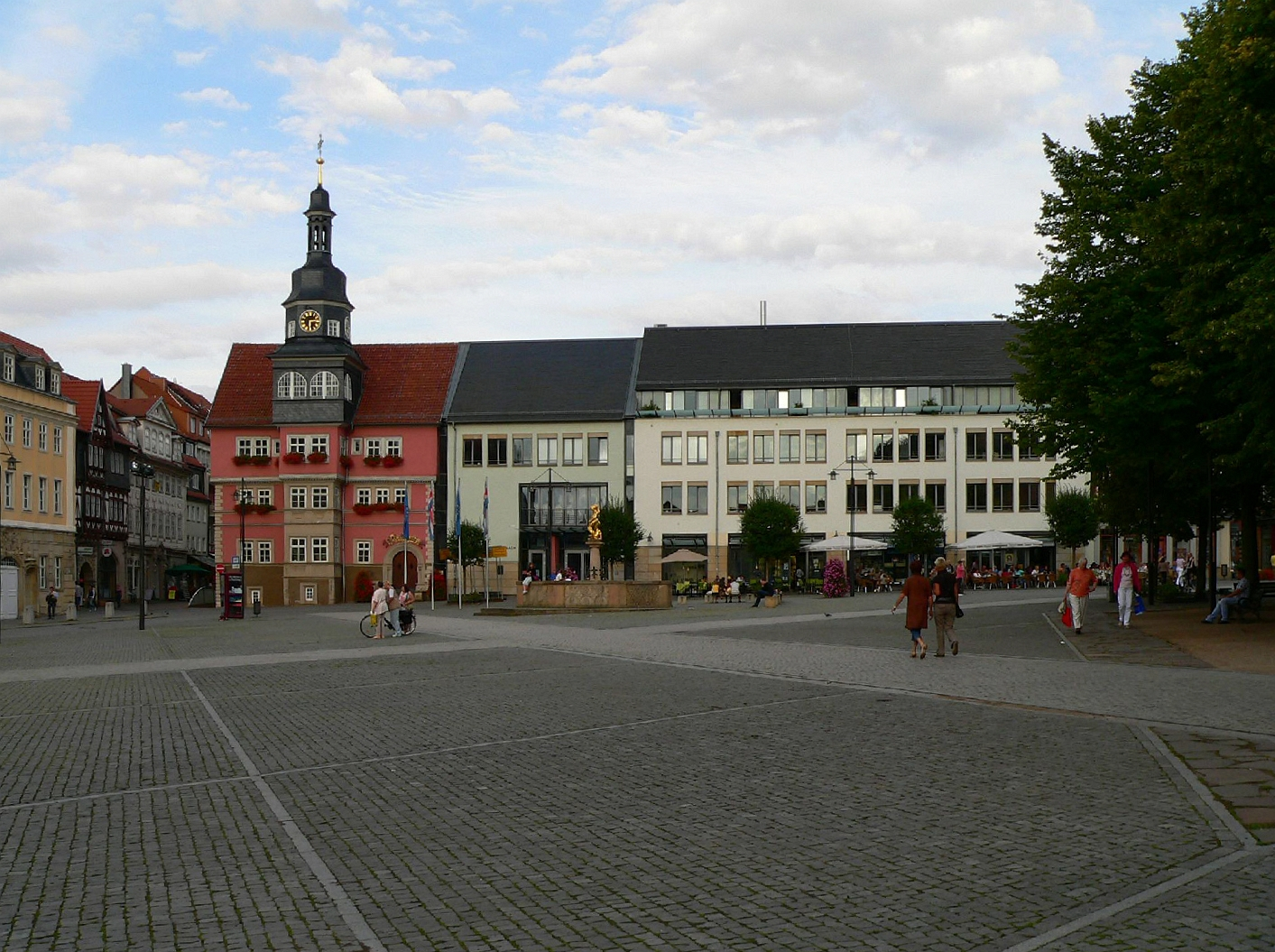
Blick zur Ostseite des Platzes mit dem Rathauskomplex

Auf der Nordostecke des Marktplatzes befindet sich der Zugang zur Karlstraße mit dem Gebäude der Ratsapotheke und dem Rathaus, an das sich auf der Ostseite der Neubau der Stadtverwaltung und der Wartburg-Sparkasse aus den 1990er Jahren anschließt. An der Südostecke zweigt in östliche Richtung die Goldschmiedenstraße ab, nach Süden wird der Platz von der Georgenkirche dominiert, dahinter begrenzen das Creutznacher Haus und die Esplanade der früheren Residenz den Platz. Südwestlich schließt sich der Pfarrberg mit der Georgenschule, der Goetheschule und der Hauptpost an, die Untere Predigergasse führt in westliche Richtung zum Martin-Luther-Gymnasium. Die Westseite des Platzes wurde, mit Ausnahme des Hauses Markt 18 am Abzweig der Predigergasse, in den 1980er Jahren in Anlehnung an die historische Altbebauung neu bebaut. Hier befinden sich Geschäfte, Büros, die Marktschänke und eine Bank. An der Nordwestecke zweigt in westliche Richtung die Georgenstraße und in nördliche Richtung die Badergasse ab. Am Schnittpunkt beider Straßen befindet sich das denkmalgeschützte Haus Rodensteiner. Die westliche Nordseite des Platzes ist mit dem früheren Hotel Rautenkranz bebaut, welches heute Teile der Stadtverwaltung, unter anderem das Bürgerbüro, beheimatet. Dominiert wird die Nordseite des Marktes vom Stadtschloss mit dem Thüringer Museum.
Der Marktbrunnen (Georgsbrunnen) befindet sich seit 1549 mit wechselndem Standort auf dem Platz. Als vergoldeter Drachentöter thront St. Georg, der Schutzpatron der Stadt, über dem achteckigen Becken.
Am Eingang zur Goldschmiedenstraße hat seit 2008 das Theater am Markt sein Domizil.

## Geschichte

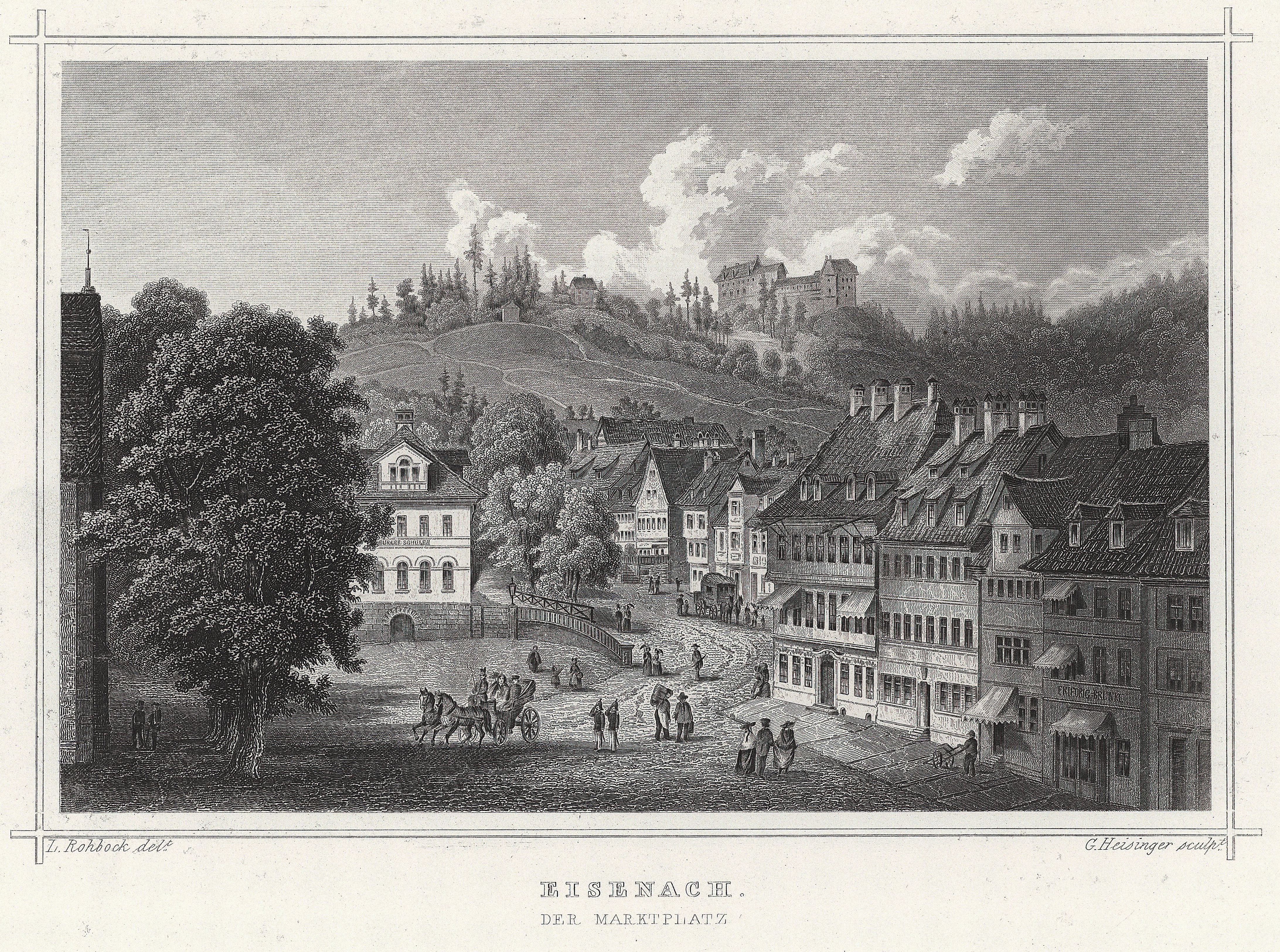
Der Marktplatz im 19. Jahrhundert

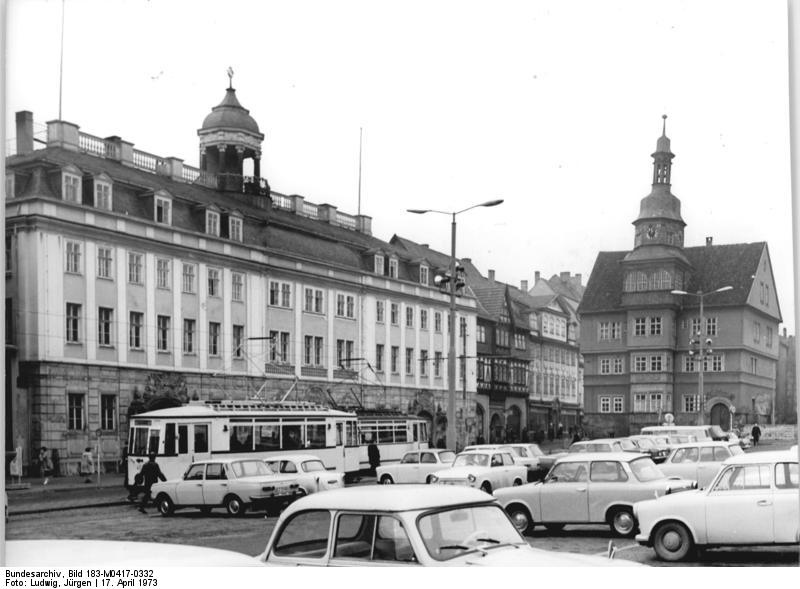
Der Markt im Jahr 1973 von Südosten mit Rathaus, Stadtschloss und Straßenbahn

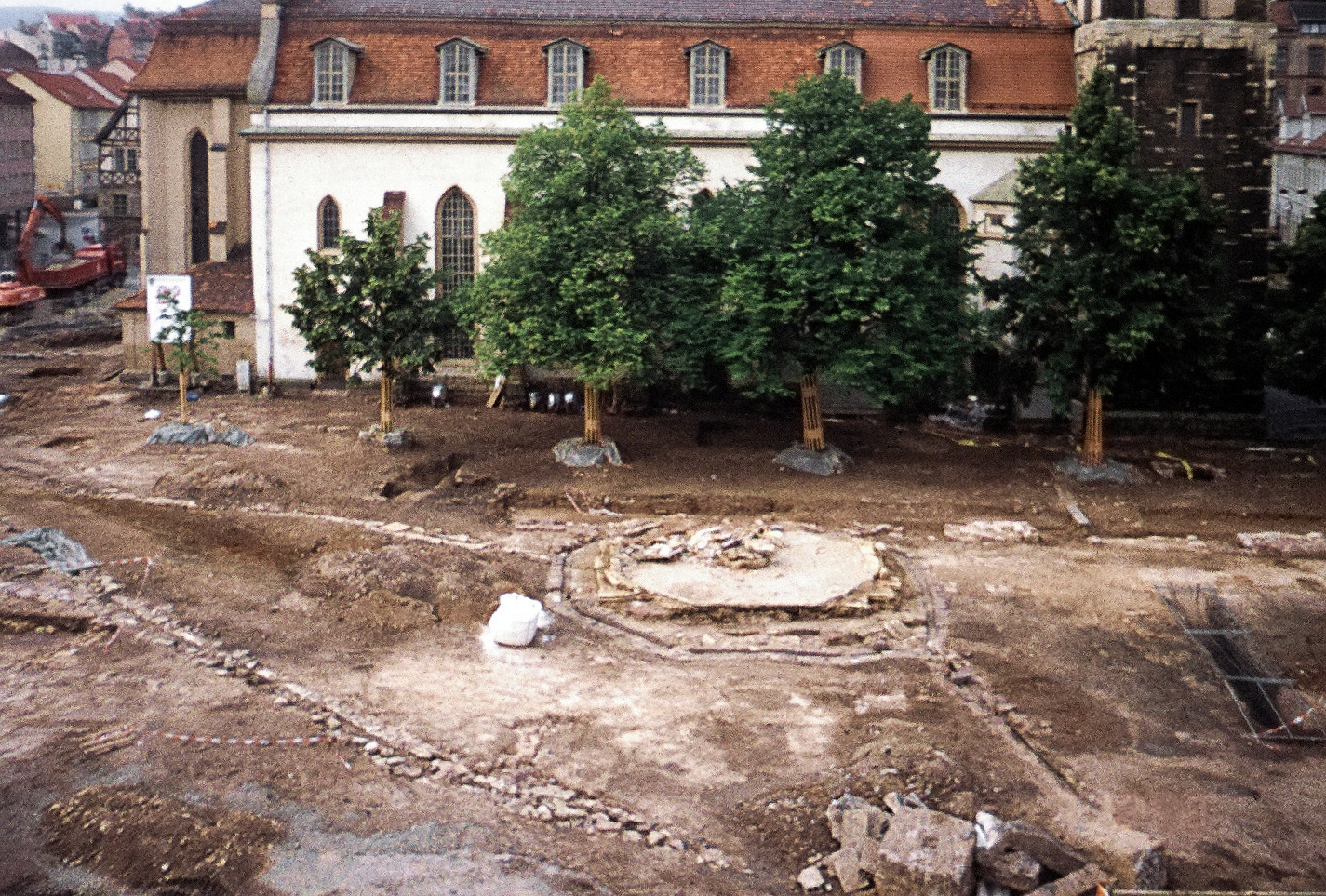
Marktplatzsanierung 1999 mit freigelegten spätmittelalterlichen Fundamenten

Der heutige Marktplatz ist eine von drei historischen Marktsiedlungen des heutigen Stadtgebietes. 1278 wird der Platz erstmals als forum erwähnt. Die heutige Bebauung des Platzes entwickelte sich ab dem 12. Jahrhundert mit der Errichtung der Georgenkirche, an deren Nordseite 1484 das 1741 bis 1743 abgebrochene erste Rathaus erbaut wurde. 1742 bis 1747 ließ Herzog Ernst August das Stadtschloss an der Nordseite des Marktes errichten. Die historische Bebauung der Ostseite mit der Ratsapotheke, dem Rathaus und der 1945 zerstörten Ratswaage stammt aus dem 16. Jahrhundert.
Ein im Pflaster zwischen Georgenkirche und Brunnenkeller eingearbeitetes Gedenkkreuz erinnert an fünf Anführer des so genannten Werrahaufens, darunter Hans Sippel aus Vacha, die hier am 11. Mai 1525 hingerichtet wurden.
Ab 1909 befuhr die Straßenbahn Eisenach den Markt, von der Karlsstraße kommend in Richtung Georgenstraße; vor dem Stadtschloss wurde eine Straßenbahnhaltestelle und -ausweichstelle eingerichtet.
In der Zeit des Nationalsozialismus wurde der Platz am 1. Mai 1933 in Adolf-Hitler-Platz umbenannt. Um Platz für Aufmärsche zu schaffen, wurde der Georgsbrunnen 1938 von der Platzmitte vor die Westseite der Georgenkirche an den früheren Standort des Bachdenkmals versetzt.
Kurz vor Ende des Zweiten Weltkriegs wurde die Bebauung an der Ost- und Südseite des Platzes bei einem Luftangriff am 9. Februar 1945 schwer beschädigt. Die zerstörte Bebauung an der Ostseite mit der historischen Ratswaage wurde nach Kriegsende bis auf das Rathaus und das Eckhaus zur Goldschmiedenstraße abgetragen. Noch 1945 wurde der Platz wieder in Markt zurück benannt und in den 1960er Jahren asphaltiert. Bis in die 1980er Jahre diente er als Parkplatz; die Straßenbahnhaltestelle wurde mit Einstellung des Straßenbahnbetriebes nach 1975 zu einer Haltestelle für Linienbusse umfunktioniert, die von der Goldschmiedenstraße kommend den Platz in Richtung Georgenstraße befuhren.
Im Mai 1998 hielt US-Präsident Bill Clinton im Beisein des damaligen Bundeskanzlers Helmut Kohl auf dem Platz eine Rede vor mehr als dreißigtausend Zuhörern.

„Now I have some idea of why Martin Luther called Eisenach "my beloved city."“

1999 bis 2000 wurde der Platz grundhaft saniert, der Asphaltbelag wurde durch Granitpflaster ersetzt und der Georgsbrunnen an seinen historischen Standort zurückversetzt. Der Straßen- und Busverkehr wurde dauerhaft umgeleitet, so dass Straßendurchgangsverkehr nur noch an der Süd- und Westseite des Platzes erfolgt.
Heute wird der Platz regelmäßig als Veranstaltungsort und Wochenmarkt sowie für den jährlichen Eisenacher Weihnachtsmarkt genutzt. Der Festumzug zum Eisenacher Sommergewinn findet traditionell seinen Abschluss auf dem Markt.
Eine Teilfläche im Südwesten des Marktplatzes vor der Georgenschule wurde 2012 als Georg-Philipp-Telemann-Platz gewidmet.